# Obsjtina Popovo
Obsjtina Popovo (bulgariska: Община Попово) är en kommun i Bulgarien.   Den ligger i regionen Tărgovisjte, i den centrala delen av landet, 250 km öster om huvudstaden Sofia. Antalet invånare är 31 479. Arean är 833 kvadratkilometer.
Obsjtina Popovo delas in i:
- Aprilovo
- Voditsa
- Gagovo
- Gloginka
- Dolna Kabda
- Drinovo
- Elenovo
- Zaraevo
- Zachari Stojanovo
- Kardam
- Kovatjevets
- Kozitsa
- Lomtsi
- Medovina
- Osikovo
- Palamartsa
- Posabina
- Sadina
- Svetlen
- Slavjanovo
- Trăstika
- Tsar Asen

Följande samhällen finns i Obsjtina Popovo:
- Popovo
- Slavjanovo